# De aanslag (film)

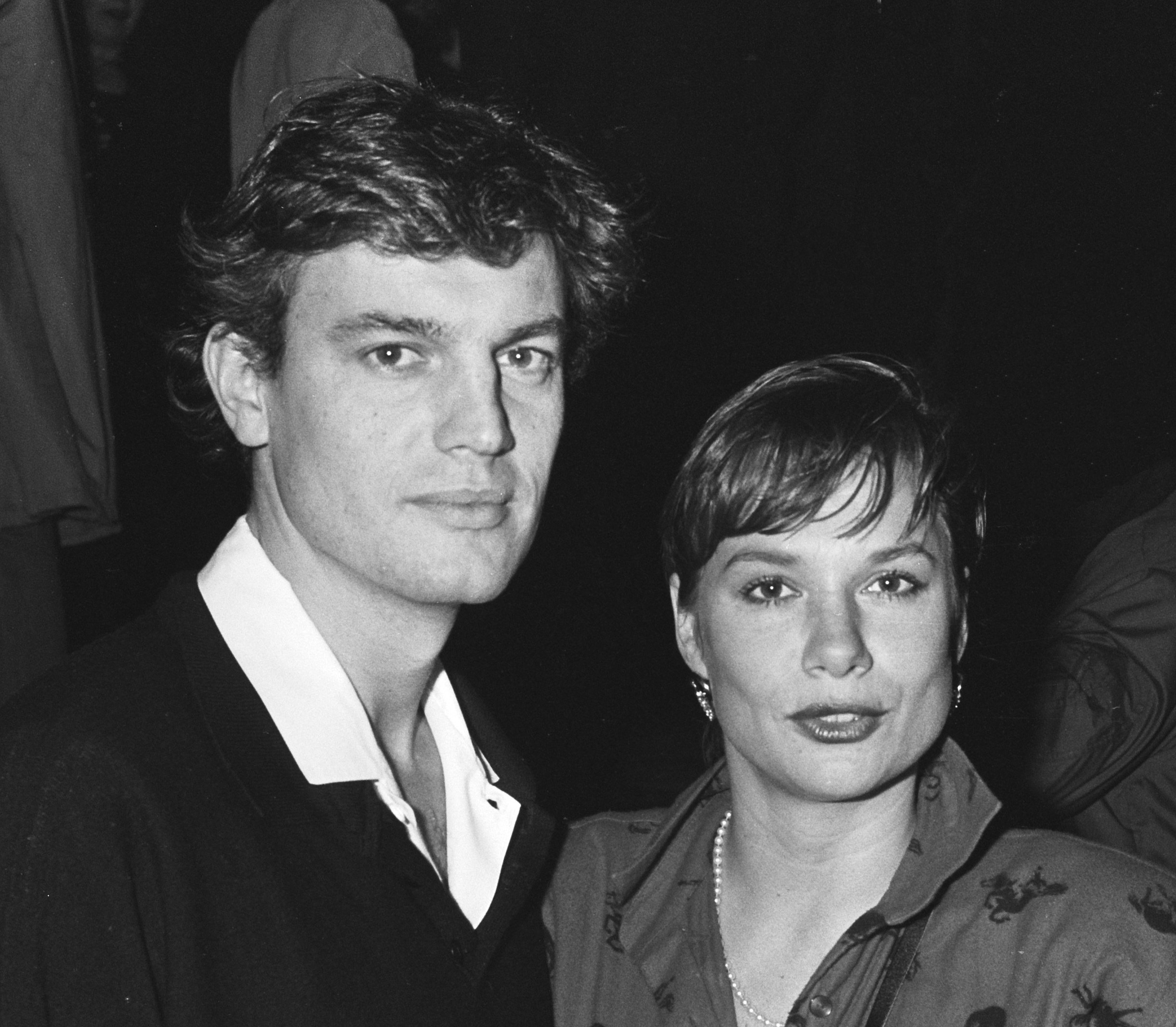
Hoofdrolspelers Derek de Lint en Monique van de Ven op de premiere.

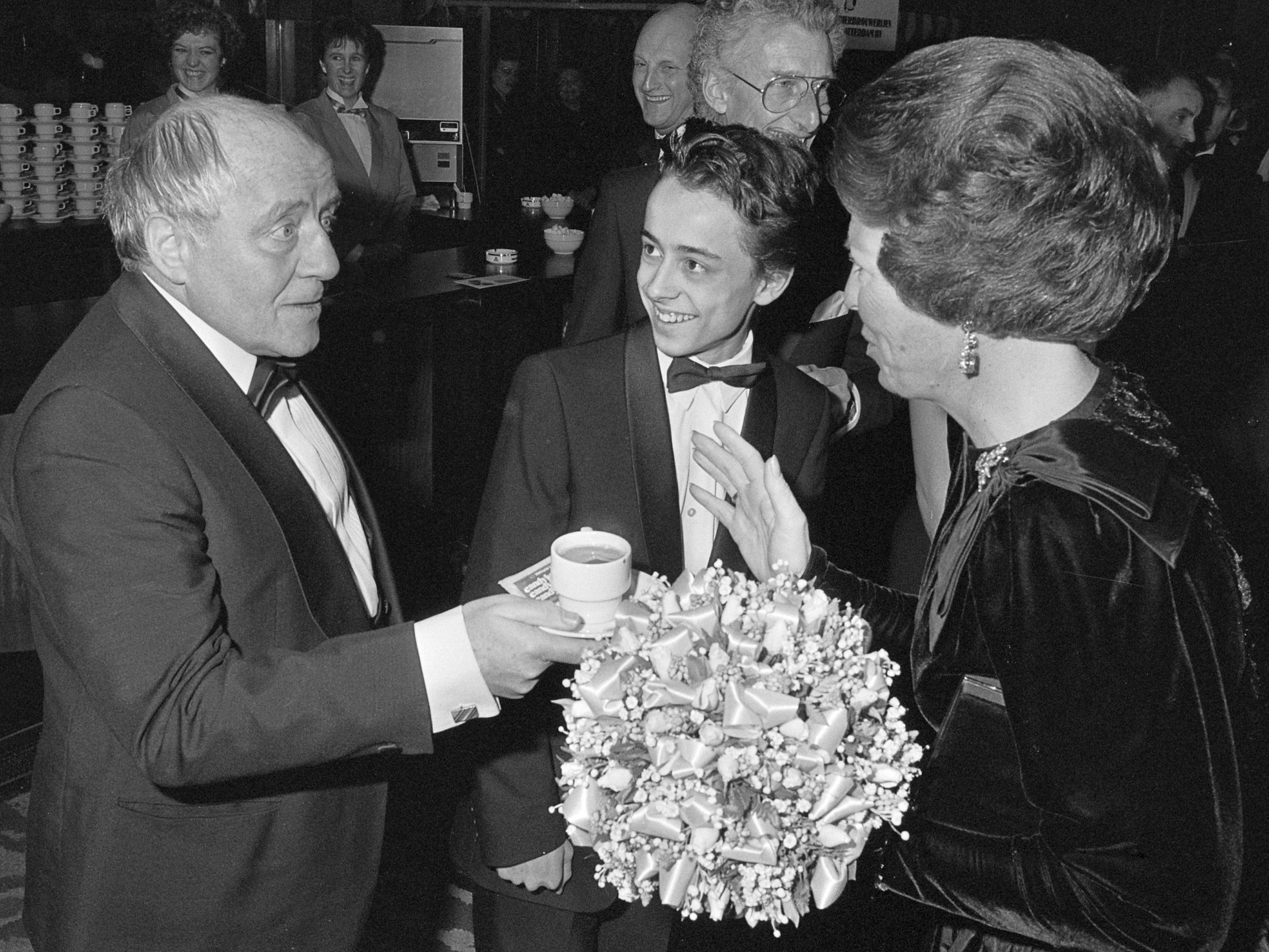
John Kraaijkamp sr., Marc van Uchelen en Koningin Beatrix op de premiere.

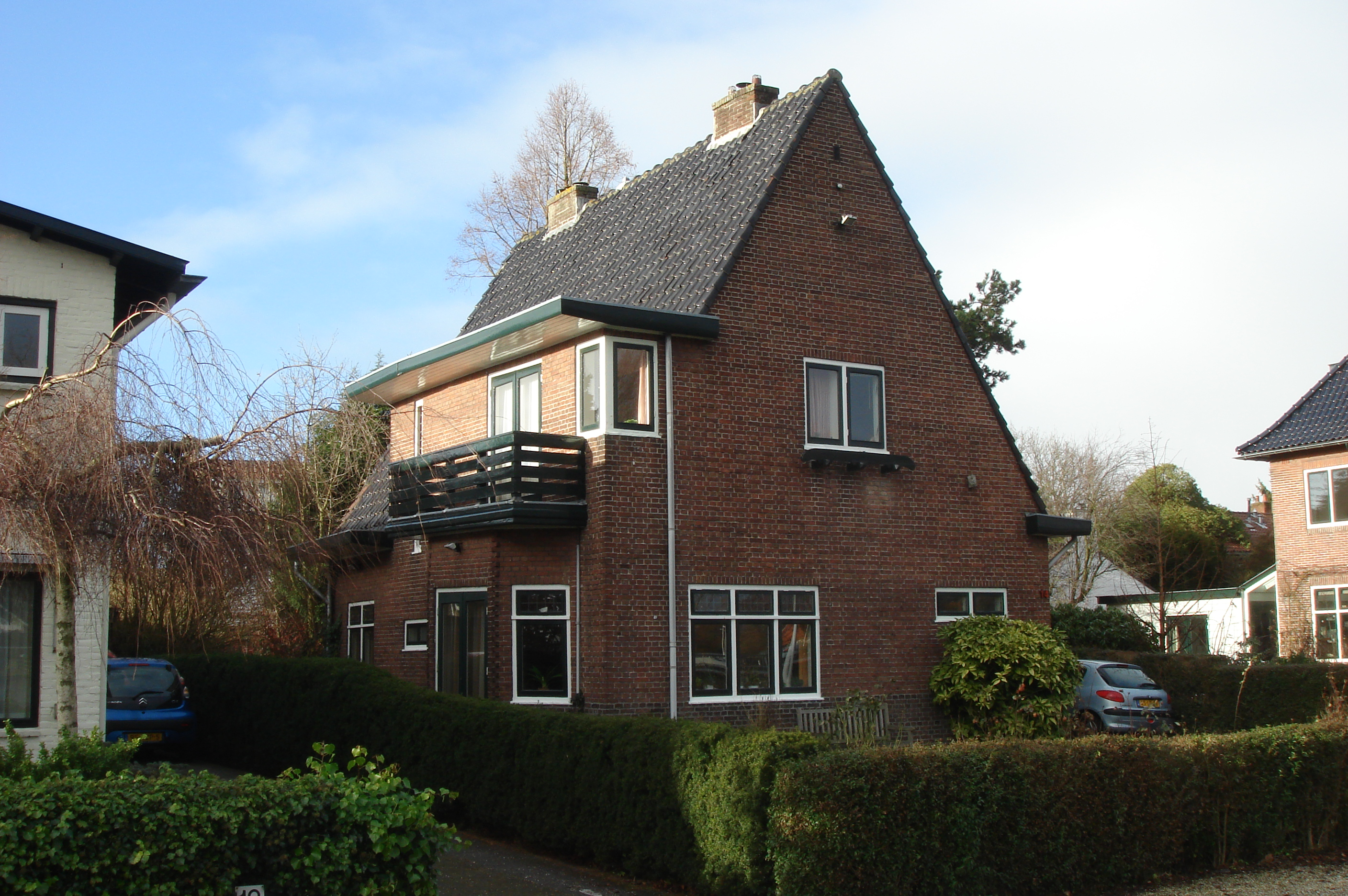
Scheltemakade 14 in Haarlem, de woning van Anton Steenwijk in de film

De aanslag is een Nederlandse speelfilm uit 1986 van Fons Rademakers met in de hoofdrollen Derek de Lint, Marc van Uchelen, John Kraaijkamp sr. en Monique van de Ven. Het scenario van de film is gebaseerd op het gelijknamige boek van Harry Mulisch uit 1982.  
De aanslag was succesvol in de Nederlandse bioscopen (310.665 bezoekers) en ook in andere landen. In 1987 won de film een Oscar in de categorie Beste Buitenlandse film.

## Verhaal
Nederland begin 1945. De bezetting van Nederland door de Duitsers duurt al bijna vijf jaar. De winter is extreem hard en de bevolking lijdt honger en kou. In het huis van de familie Steenwijk in Haarlem wordt geprobeerd om de allesbrander aan te houden en het schaarse eten te verdelen. Dan klinken er schoten. Peter Steenwijk, de oudste zoon, ziet politie-inspecteur Fake (spreek uit: faakuh) Ploeg in de sneeuw liggen. Ploeg stond bekend als landverrader en is vermoedelijk geliquideerd door het verzet. Hij is doodgeschoten voor het huis van de buren. Maar dan komen de buren naar buiten en leggen het lijk voor het huis van de familie Steenwijk.
Angstig kruipt de familie bij elkaar, ze weten dat de Duitsers represailles zullen uitvoeren als vergelding voor de aanslag. Anton Steenwijk ziet zijn broer Peter de deur uitrennen. Niet lang daarna vallen de Duitsers het huis binnen. De ouders van Anton worden weggevoerd. Later hoort Anton dat ze samen met een aantal gijzelaars zijn gefusilleerd. Zijn broer Peter is op de vlucht doodgeschoten. Het huis wordt in brand gestoken en Anton wordt meegenomen en in een cel gezet. Er blijkt nog iemand te zijn. De cel is niet verlicht en Anton hoort alleen de stem van een vrouw. Het blijkt dat zij, samen met een man, Ploeg heeft geliquideerd. Later wordt Anton meegenomen in een Duitse vrachtauto die naar Amsterdam rijdt. Onderweg wordt het konvooi waarin ze rijden onder vuur genomen bij een luchtaanval.
Eenmaal in Amsterdam wordt Anton opgehaald door zijn oom en blijft daar de rest van zijn jeugd wonen. Als de oorlog voorbij is gaat Anton weer naar school. Na zijn examen gaat hij medicijnen studeren. In 1956 woont Anton nog altijd in Amsterdam als er rellen uitbreken vanwege de Russische inval in Hongarije. Tegenstanders van de inval belagen de kantoren van het communistische blad De Waarheid en andere aanhangers van de communistische partij. Anton komt bij toeval in de demonstratie terecht als hij onderweg naar huis is. Tijdens een charge van de politie kan hij nog net op tijd zijn voordeur openen en naar binnen stappen. Tegelijk met hem stapt een actievoerder mee naar binnen om te schuilen voor het politiegeweld. Het blijkt de zoon van Fake Ploeg te zijn, met wie Anton op school heeft gezeten in Haarlem. Ploeg junior heeft nog een steen in zijn hand. Hij is vijandig naar Anton, vanwege de vernederingen die hij moest ondergaan als zoon van een landverrader (hij voelt zich net zo goed slachtoffer van de oorlog als Anton). Na het incident studeert Anton af en wordt anesthesist. Tijdens de Paasdagen in Londen in 1960 komt hij een vrouw tegen die, hem doet denken aan de vrouw uit de gevangeniscel in 1945. Ze trouwen en krijgen een kind, Sandra.
Als Anton en zijn vrouw de begrafenis bijwonen van een oud-verzetsstrijder praat Anton met Cor Takes. Takes is ook oud-verzetsstrijder en een verbitterd man. Het wordt Anton al snel duidelijk dat Takes indertijd met zijn vriendin Fake Ploeg heeft doodgeschoten. Takes op zijn beurt realiseert zich dat zijn vriendin in een heel andere gevangenis was opgesloten en dat hij haar had kunnen bevrijden. In 1969 gaat Anton scheiden om een aantal jaren later te hertrouwen. Samen met zijn dochter Sandra bezoekt hij nog een keer de plaats in Haarlem waar zijn ouders en broer zijn gestorven. Niet veel later krijgt Anton een burn-out. Zijn nooit verwerkte verleden speelt hem parten. Nog altijd probeert hij te achterhalen waarom indertijd zijn buren het lijk van Ploeg bij zijn huis legden. Hij gaat het rustiger aandoen en probeert met zich zelf in het reine te komen. Als hij later meeloopt met de anti-kernrakettendemonstratie in Amsterdam ontmoet hij ook zijn toenmalige buurmeisje dat destijds met haar vader het lichaam van Fake Ploeg versleepte. Zij vertelt dat haar vader bang was dat zijn hagedissen zouden worden gedood en hij daarom het lichaam van Ploeg verplaatste. Het buurmeisje vertelt dat zij eerst het lichaam naar de andere buren wilde slepen maar dat haar vader dat niet wilde omdat daar Joodse onderduikers zaten. Het kon dus alleen bij de familie Steenwijk voor de deur. Anton hoort het aan en beseft nu pas hoe het toeval een rol heeft gespeeld. Alles valt op zijn plaats en hij weet nu dat hij het verleden kan laten rusten.

## Rolverdeling
| Acteur               | Personage                       |
| -------------------- | ------------------------------- |
| Hoofdrollen          |                                 |
| Derek de Lint        | Anton Steenwijk                 |
| Marc van Uchelen     | Anton Steenwijk (12 jaar)       |
| Monique van de Ven   | Saskia de Graaff / Truus Coster |
| John Kraaijkamp sr.  | Cor Takes                       |
| Bijrollen            |                                 |
| Huub van der Lubbe   | Fake Ploeg                      |
| Elly Weller          | Mevrouw Beumer                  |
| Piet de Wijn         | Meneer Beumer                   |
| Hiske van der Linden | Jonge Karin Korteweg            |
| Ina van der Molen    | Karin Korteweg                  |
| Frans Vorstman       | Vader Steenwijk                 |
| Edda Barends         | Moeder Steenwijk                |
| Casper de Boer       | Peter Steenwijk                 |
| Akkemay              | Sandra als tiener               |
| Okke Jager           | Predikant                       |
| Kees Coolen          | Gerrit-Jan                      |
| Amadeus August       | Hauptsturmführer                |
| Matthias Hell        | Feldwebel                       |
| Mies de Heer         | Elisabeth                       |
| Ludwig Haas          | Generaal Von Braunstein         |

## De historische achtergrond
De aanslag in de film (en in het boek van Harry Mulisch) is niet gebaseerd op een bepaalde gebeurtenis. Mulisch combineerde een aantal aanslagen van het verzet op Nederlandse landverraders tijdens de Tweede Wereldoorlog tot één verhaal.

### Fake Krist
Allereerst is er de liquidatie van Fake Krist, een Nederlands politieagent die werkzaam was bij de Haarlemse politie en lid van de NSB. Fake Krist 'leende' zijn voornaam aan de Fake Ploeg uit boek en film. Als lid van de Sicherheitsdienst was Krist betrokken bij het opsporen van Joden, onderduikers en verzetsstrijders. Zijn slachtoffers werden gemarteld, gedeporteerd en later vermoord of gefusilleerd. Op 25 oktober 1944 werd hij door leden van een Haarlemse verzetsgroep (de politieknokploeg) doodgeschoten. Hoewel verzetsstrijdster Hannie Schaft ook de intentie had Krist te doden, was zij (of leden van haar verzetsgroep) niet bij deze aanslag betrokken. Harry Mulisch suggereert dit wel. De manier waarop Ploeg wordt geliquideerd, door een man en een vrouw op een fiets, lijkt op de andere aanslag: de liquidatie van de Zaandamse politiecommandant W.M. Ragut.

### W.M. Ragut
Ragut was gehaat bij de illegaliteit vanwege zijn fanatieke jacht op verzetsstrijders. Op 21 juni 1944 werd Ragut van zijn fiets geschoten door Hannie Schaft en Jan Bonekamp. Bonekamp raakte zwaargewond bij de aanslag en stierf later aan zijn verwondingen. Deze aanslag is te zien in de film Het meisje met het rode haar naar het gelijknamige boek van Theun de Vries. Mulisch combineerde beide aanslagen en verwisselde vervolgens twee personages. Niet Hannie Schaft werd na de aanslag in Zaandam opgepakt, maar wel de zwaargewonde Bonekamp. In de film en het boek suggereert Mulisch dat een op Hannie Schaft lijkende verzetsstrijdster, gewond raakte, opgepakt werd en later vermoord en dat een op Bonekamp lijkende verzetsstrijder de oorlog overleefde. In werkelijkheid werd ook Hannie Schaft later opgepakt en gefusilleerd. De overlevende verzetsstrijdster die model stond voor Cor Takes is vermoedelijk Truus Oversteegen, een vriendin van Hannie Schaft die meerdere aanslagen samen met haar pleegde.

### De represailles
De Duitse represailles na de aanslag op Fake Krist zijn door Mulisch ook aangepast.
Op 26 oktober 1944 vonden Duitse represailles op de Westergracht plaats. Op het plantsoen bij de Bavo-kathedraal aan de Westergracht werden tien mannen met mitrailleursalvo's doodgeschoten. Voorbijgangers werden gedwongen toe te kijken. Deze tien mannen waren afkomstig uit het Amsterdamse Huis van Bewaring aan de Weteringschans. Er waren echter niet, zoals in het boek en de film wordt gesuggereerd, gezinsleden bij uit de huizen aan de Westergracht waar de aanslag had plaatsgevonden. Er waren zeker geen vrouwen bij. Wel moesten vier huizen op de hoek Leidsezijstraat-Westergracht binnen drie kwartier worden ontruimd door de bewoners en vervolgens gingen die in vlammen op. De inwoners konden niet veel meer meenemen dan wat kleding die ze inderhaast van de kapstok hadden gegrist. Mulisch doet de suggestie dat de Duitsers het gezin van het huis waar de aanslag plaatsvond executeerden. Dit is niet historisch.

## Prijzen
- Tijdens het Nederlands filmfestival in 1986, won John Kraaijkamp sr. een Gouden Kalf als Beste Acteur.
- Op het Seattle International Filmfestival 1986 kreeg Fons Rademakers een Golden Space Needle Award in de categorieën Beste regisseur en Beste Film.
- In 1987 won De aanslag een Oscar in de categorie Beste Niet-Engelstalige film.
- Ook in 1987 won de film een Golden Globe in de categorie "Beste buitenlandse film".

## Trivia
- De hoogleraar theologie en predikant Okke Jager speelt een kleine rol in de film. Hij is te zien als predikant die de dienst leidt voor een overleden verzetsstrijder.
- De in de film gebruikte woning van Anton Steenwijk staat aan de Scheltemakade 14 in Haarlem, aan het Spaarne. De straatbeelden werden opgenomen op de Verlengde Talmalaan in Soest. Op de plek van de huidige woning op nummer 21 was destijds een decorwoning gebouwd.